# Svingöl
Svingöl är en sjö i Åtvidabergs kommun i Östergötland och ingår i Vindåns huvudavrinningsområde.